# Circolo Sportivo Trevigliese 1965-1966
Questa voce raccoglie le informazioni riguardanti il Circolo Sportivo Trevigliese nelle competizioni ufficiali della stagione 1965-1966.

## Rosa
| N. |                   | Ruolo | Calciatore          |
| -- | ----------------- | ----- | ------------------- |
|    | Italia (bandiera) | A     | Sandro Agostinelli  |
|    | Italia (bandiera) | A     | Walter Alberido     |
|    | Italia (bandiera) | C     | Roberto Andreini    |
|    | Italia (bandiera) | C     | Giacomo Bonacina    |
|    | Italia (bandiera) | A     | Giancarlo Bramati   |
|    | Italia (bandiera) | C     | Battista Cavalletti |
|    | Italia (bandiera) | D     | Giulio Conti        |
|    | Italia (bandiera) | A     | Franco Donadelli    |
|    | Italia (bandiera) | C     | Dario Foresti       |
|    | Italia (bandiera) | C     | Romano Gira         |
|    | Italia (bandiera) | D     | Litavico Invernizzi |
|    | Italia (bandiera) | C     | Giovanni Longhi     |

| N. |                   | Ruolo | Calciatore          |
| -- | ----------------- | ----- | ------------------- |
|    | Italia (bandiera) | A     | Giorgio Maestroni   |
|    | Italia (bandiera) | P     | Enzo Malinverno     |
|    | Italia (bandiera) | A     | Giuseppe Mazzoleri  |
|    | Italia (bandiera) | C     | Giuseppe Mino       |
|    | Italia (bandiera) | C     | Mario Passera       |
|    | Italia (bandiera) | D     | Gianluigi Rigamonti |
|    | Italia (bandiera) | C     | Domenico Ruggeri    |
|    | Italia (bandiera) | C     | Silvano Schiavi     |
|    | Italia (bandiera) | P     | Antonio Testa       |
|    | Italia (bandiera) | P     | Giuseppe Valsecchi  |
|    | Italia (bandiera) | C     | Giovanni Vianelli   |
|    | Italia (bandiera) | P     | Mario Zanaboni      |